# Kuangchi Program Service
L'organizzazione non profit Kuangchi Program Service (KPS o 光啟社 in lingua cinese) è la più vecchia società di produzione televisiva di Taiwan. Oltre ad una lunga produzione di programmi di varietà per bambini, KPS si è specializzato anche in pubblicità, documentari ed altri generi di programmi educativi.
Nella storia della televisione taiwanese, KPS è famoso per i suoi programmi di educazione ai valori sociali e per i programmi per bambini, come quello che ha educato un'intera generazione di taiwanesi: "天天都是讀書天", e un altro dello stesso genere trasmesso sulle tre grandi emittenti originali di Taiwan: "尖端". Per TTV viene prodotto il programma di formazione scientifica "新武器大觀",  il programma musicale "柯先生與紀小姐", il programma per bambini trasmesso da TTV "妙博士", il programma per bambini per la televisione pubblica "爆米花" eccetera； inoltre, nel processo di formazione per la produzione televisiva e nella precedente stazione radio sperimentale, KPS ha fornito attrezzature e assistenza tecnica alle prime generazioni di operatori televisivi.

## Storia

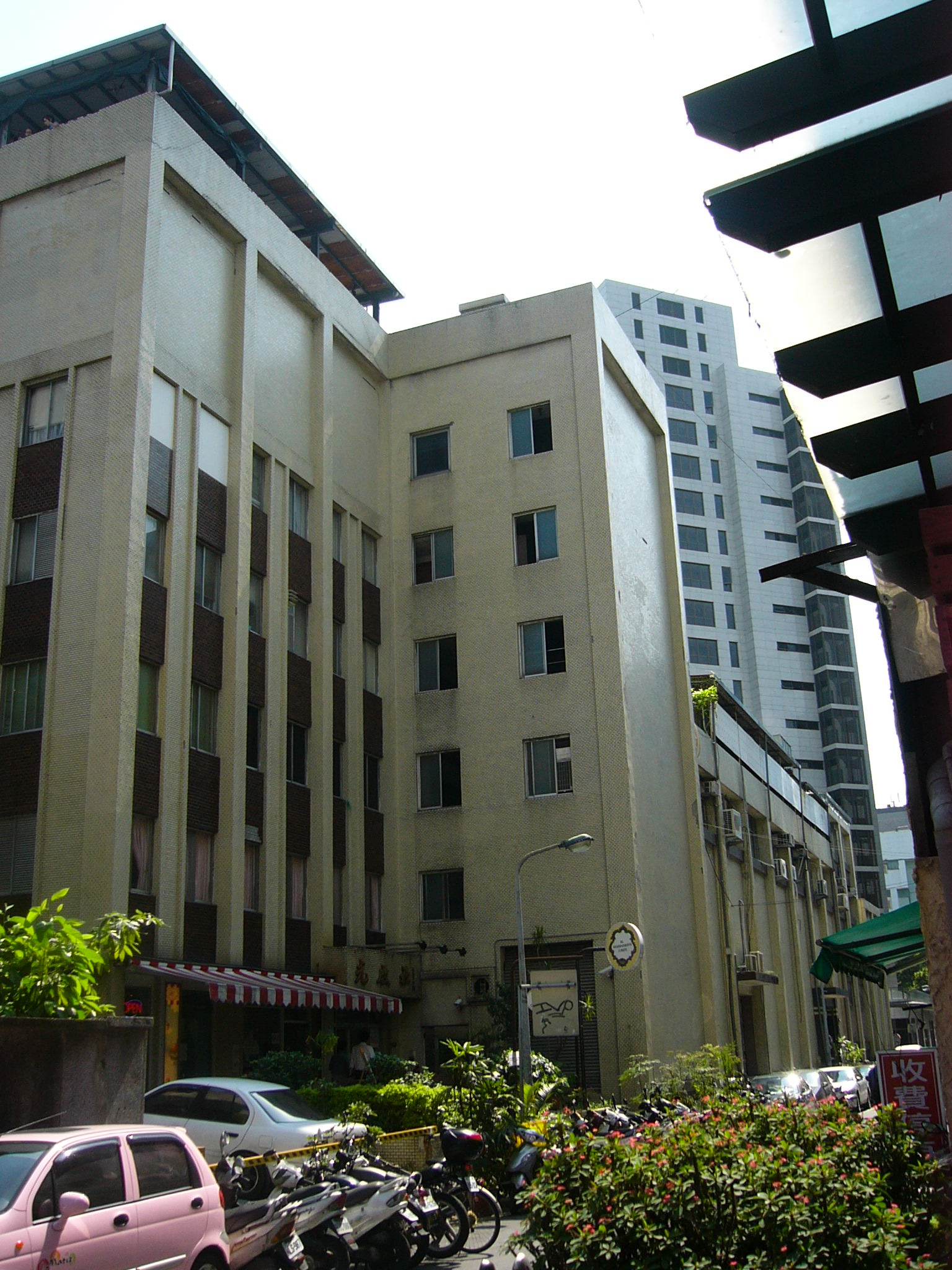
Edificio originario di KPS

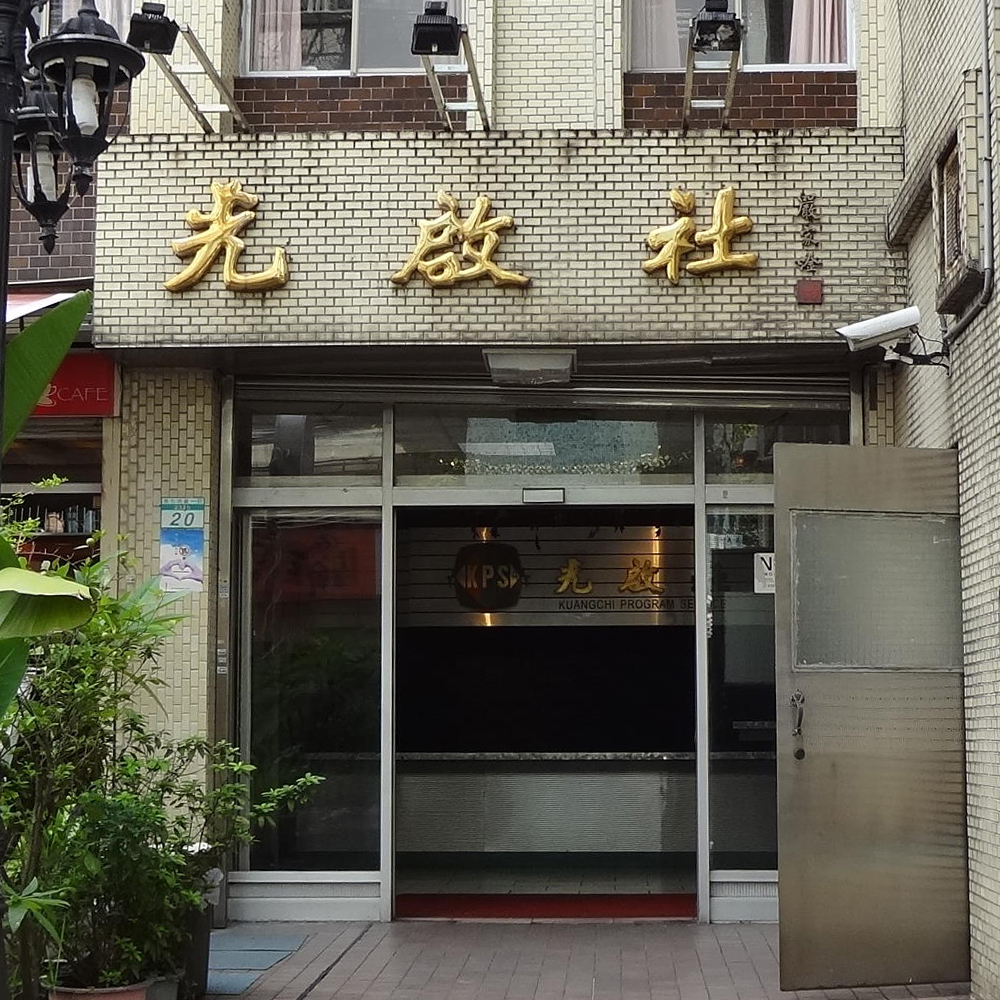
Entrata principale di KPS

Alla fine del 1951 i gesuiti di Taipei e Hsinchu aprono una nuova area di missione nella zona centrale dell'isola. Nel 1953 il gesuita californiano Philip Bourret (1913 - 2008) giunge a Taiwan. Viste le possibilità di sviluppo nell'ambito dei mezzi di comunicazione, nel 1957 Bourret ritorna negli Stati Uniti per una vasta raccolta fondi. Nel mese di giugno compra dai missionari Maryknoll la stazione radio di Taichung di cui Philip Bourret diventa consigliere tecnico. Nasce così il "Kuangchi Recording Studio" che produce nastri ad offerta libera anche per altre stazioni radio. Il 22 ottobre 1959 lo studio di registrazione KPS lancia il programma "小小廣播劇" che diventa subito molto popolare tra le famiglie. Nel 1961, Studio di registrazione Kuangchi cambia il nome in "servizio aziendale di programma audio-video educativo KPS", o anche solo abbreviato "KPS" con la sede principale che si trova a Taipei, e viene certificato dal ministero dell'educazione taiwanese come organizzazione non profit. Nel luglio 1961 KPS presso la National Taiwan University apre un "laboratorio TV per l'estate"; da allora comincia a offrire corsi di produzione televisiva e offre corsi di apprendimento anche per la televisione nazionale vietnamita nella stazione TV di Saigon dove forma i primi due gruppi di personale addetto alla messa in onda. Tra gli altri numerosi programmi, nel 1962 KPS produce il famoso radiodramma di 15 minuti "康樂廣播劇", di grandissima popolarità.  Il 20 gennaio 1965, viene aperto l'edificio di quattro piani della sede centrale.
Nel 1965 arriva a Taiwan Raymond Parent, gesuita canadese. Con lui Vice Presidente e responsabile delle pubbliche relazioni, la produzione cinematografica e televisiva viene conglobata in un unico gruppo, e KPS arricchisce la gamma di programmi gratuiti a scopo educativo. A partire dalla primavera del 1975, a sostegno della preparazione televisiva dei maggiori network televisivi di Hong Kong, KPS comincia a offrire formazione agli addetti del settore per un periodo di tre mesi ogni anno.
Dall'ottobre 1976 al febbraio 1980 il cardinale Shan serve come presidente di KPS. Nel maggio del 1978, si inizia la costruzione del nuovo edificio della sede centrale di 10 piani di cui 4 sotterranei.
Nel 1980, quando Jerry Martinson è presidente di KPS, John Hei ne diventa vicepresidente. Nel novembre 1981 la costruzione del nuovo edificio KPS viene completata.